# Unione Sportiva Pergolettese 1932 2019-2020
Questa voce raccoglie le informazioni riguardanti l'Unione Sportiva Pergolettese 1932 nelle competizioni ufficiali della stagione 2019-2020.

## Divise e sponsor
Per la stagione 2019-2020 il fornitore tecnico è Sporteam, mentre lo sponsor ufficiale è Bowling Pegaso. Il back-sponsor sul retro delle maglie è  Nuova Co.Ro.Fer.
| 1ª divisa | 2ª divisa |  |

## Rosa
| N. |                           | Ruolo | Calciatore                 |
| -- | ------------------------- | ----- | -------------------------- |
| 1  | Italia (bandiera)         | P     | Simone Ghidotti            |
| 2  | Italia (bandiera)         | D     | Gabriele Fanti             |
| 3  | Italia (bandiera)         | D     | Luca Villa                 |
| 4  | Italia (bandiera)         | C     | Antonio Illuminato         |
| 5  | Italia (bandiera)         | D     | Michele Canini             |
| 5  | Italia (bandiera)         | D     | Luca Mosti                 |
| 6  | Italia (bandiera)         | C     | Michel Panatti             |
| 7  | Italia (bandiera)         | A     | Nicola Ciccone             |
| 8  | Italia (bandiera)         | C     | Alessio Manzoni (capitano) |
| 9  | Italia (bandiera)         | A     | Giancarlo Malcore          |
| 10 | Italia (bandiera)         | A     | Stefano Franchi            |
| 11 | Italia (bandiera)         | C     | Leonardo Muchetti          |
| 12 | Italia (bandiera)         | P     | Leonardo Uzzo              |
| 13 | Italia (bandiera)         | D     | Matteo Lucenti             |
| 14 | Costa d'Avorio (bandiera) | D     | Aboubakar Bakayoko         |
| 15 | Italia (bandiera)         | C     | Giovanni Sbrissa           |
| 16 | Italia (bandiera)         | D     | Matteo Brero               |

| N. |                              | Ruolo | Calciatore          |
| -- | ---------------------------- | ----- | ------------------- |
| 17 | Italia (bandiera)            | A     | Pio Francesco Russo |
| 18 | Italia (bandiera)            | C     | Marco Roma          |
| 19 | Italia (bandiera)            | C     | Manuel Poledri      |
| 20 | Italia (bandiera)            | C     | Simone Ferrari      |
| 21 | Italia (bandiera)            | A     | Mattia Morello      |
| 22 | Italia (bandiera)            | P     | Thomas Romboli      |
| 23 | Italia (bandiera)            | A     | Alessio Canessa     |
| 24 | Italia (bandiera)            | A     | Lorenzo Faini       |
| 25 | Italia (bandiera)            | D     | Alessio Girgi       |
| 26 | Italia (bandiera)            | A     | Elia Bortoluz       |
| 27 | Senegal (bandiera)           | D     | Mohamed Coly        |
| 28 | Italia (bandiera)            | C     | Luca Belingheri     |
| 28 | Antigua e Barbuda (bandiera) | C     | Darren Buffonge     |
| 31 | Italia (bandiera)            | P     | Luca Castellazzi    |
| 32 | Italia (bandiera)            | C     | Cristian Agnelli    |
| 35 | Italia (bandiera)            | C     | Edoardo Duca        |

## Calciomercato

### Sessione estiva(dall'1/7 al 2/9)
| Acquisti | Acquisti           | Acquisti   | Acquisti      |
| R.       | Nome               | da         | Modalità      |
| -------- | ------------------ | ---------- | ------------- |
| P        | Simone Ghidotti    | Fiorentina | prestito      |
| P        | Thomas Romboli     | Livorno    | prestito      |
| D        | Matteo Brero       | Spezia     | prestito      |
| D        | Michele Canini     |            | svincolato    |
| D        | Mohamed Coly       |            | svincolato    |
| D        | Gabriele Fanti     | Atalanta   | prestito      |
| D        | Alessio Girgi      | Atalanta   | prestito      |
| D        | Luca Villa         | Renate     | prestito      |
| C        | Luca Belingheri    |            | svincolato    |
| C        | Simone Ferrari     | Brescia    | prestito      |
| C        | Antonio Illuminato | Napoli     | prestito      |
| C        | Manuel Poledri     | Cremonese  | prestito      |
| C        | Marco Roma         | Lentigione | svincolato    |
| C        | Giovanni Sbrissa   | Sassuolo   | definitivo    |
| A        | Fatih Ademi        | Adrense    | fine prestito |
| A        | Alessio Canessa    | Livorno    | prestito      |
| A        | Nicola Ciccone     | Catanzaro  | svincolato    |
| A        | Lorenzo Faini      | Brescia    | prestito      |
| A        | Giancarlo Malcore  | Cittadella | definitivo    |

| Cessioni | Cessioni              | Cessioni           | Cessioni      |
| R.       | Nome                  | a                  | Modalità      |
| -------- | --------------------- | ------------------ | ------------- |
| P        | Andrea Chiovenda      |                    | svincolato    |
| P        | Simone Stucchi        | Renate             | fine prestito |
| D        | Alessandro Fabbro     |                    | svincolato    |
| D        | Matteo Manfroni       | Juventus           | svincolato    |
| C        | Alessandro Cazzamalli |                    | svincolato    |
| C        | Billy Ofori Bithiene  | Ciliverghe Mazzano | svincolato    |
| C        | Mattia Piras          | Sant'Angelo        | svincolato    |
| C        | Giorgio Schiavini     |                    | svincolato    |
| A        | Fatih Ademi           | Darfo Boario       | svincolato    |
| A        | Gullit Asante Okyere  | Virtus Bergamo     | svincolato    |
| A        | Nicolò Sofia          | Renate             | fine prestito |

### Operazioni tra le due sessioni
| Acquisti | Acquisti         | Acquisti | Acquisti   |
| R.       | Nome             | da       | Modalità   |
| -------- | ---------------- | -------- | ---------- |
| C        | Cristian Agnelli |          | svincolato |

| Cessioni | Cessioni       | Cessioni | Cessioni   |
| R.       | Nome           | a        | Modalità   |
| -------- | -------------- | -------- | ---------- |
| D        | Michele Canini |          | svincolato |

### Sessione invernale(dal 2/1 al 31/1)
| Acquisti | Acquisti        | Acquisti | Acquisti |
| R.       | Nome            | da       | Modalità |
| -------- | --------------- | -------- | -------- |
| D        | Luca Mosti      | Arezzo   | prestito |
| C        | Darren Buffonge | Spezia   | prestito |
| C        | Edoardo Duca    | Modena   | prestito |

| Cessioni | Cessioni        | Cessioni     | Cessioni   |
| R.       | Nome            | a            | Modalità   |
| -------- | --------------- | ------------ | ---------- |
| C        | Luca Belingheri |              | svincolato |
| C        | Manuel Poledri  | Villa d'Almè | prestito   |

## Risultati

### Serie C

#### Girone di andata
| Arbitro: | Arena (Torre del Greco) |

|                          |           |  |
| Gabrielloni 46’ Ganz 62’ | Marcatori |  |

| Arbitro: | De Tommaso (Rieti) |

|  |           |                |
|  | Marcatori | 62’, 87’ Gucci |

| Arbitro: | Delrio (Reggio nell'Emilia) |

|                 |           |           |
| Mastroianni 32’ | Marcatori | 36’ Villa |

| Arbitro: | Cascone (Nocera Inferiore) |

|                     |           |             |
| Bortoluz 78’ (rig.) | Marcatori | 49’ Belloni |

| Novara 22 settembre 2018, ore 17:30 CEST 5ª giornata | Novara             | 0 – 0 referto | Pergolettese | Stadio Silvio Piola (4 508 spett.)\| Arbitro: \| Frascaro (Firenze) \| |
| Arbitro:                                             | Frascaro (Firenze) |               |              |                                                                        |

| Arbitro: | Centi (Viterbo) |

|             |           |                          |
| Franchi 82’ | Marcatori | 22’ Pedrocchi 87’ Segato |

| Vercelli 29 settembre 2019, ore 15:00 CEST 7ª giornata | Pro Vercelli             | 0 – 0 referto | Pergolettese | Stadio Silvio Piola (1 198 spett.)\| Arbitro: \| Pashuku (Albano Laziale) \| |
| Arbitro:                                               | Pashuku (Albano Laziale) |               |              |                                                                              |

| Arbitro: | Emmanuele (Pisa) |

|  |           |               |
|  | Marcatori | 17’ Galuppini |

| Arbitro: | Kumara (Verona) |

|                               |           |  |
| Infantino 8’, 59’ Valente 76’ | Marcatori |  |

| Arbitro: | Luciani (Roma 1) |

|  |           |              |
|  | Marcatori | 88’ Ortolini |

| Arbitro: | Bordin (Bassano del Grappa) |

|             |           |             |
| Cortesi 87’ | Marcatori | 22’ Morello |

| Arbitro: | Arace (Lugo) |

|            |           |  |
| Lanini 62’ | Marcatori |  |

| Arbitro: | Gualtieri (Asti) |

|  |           |                           |
|  | Marcatori | 65’ Iocolano 78’ D'Errico |

| Arbitro: | Scarpa (Collegno) |

|                 |           |  |
| Momentè 3’, 39’ | Marcatori |  |

| Arbitro: | Collu (Cagliari) |

|                               |           |               |
| Agnelli 64’ (rig.) Canini 90’ | Marcatori | 51’ Giorgione |

| Arbitro: | Giordano (Novara) |

|                                   |           |  |
| Brero 60’ Malcore 67’ Franchi 85’ | Marcatori |  |

| Arbitro: | Cherchi (Carbonia) |

|                          |           |                            |
| Caponi 52’ Tommasini 55’ | Marcatori | 24’ Agnelli 90+2’ Bakayoko |

| Arbitro: | Carella (Bari) |

|                          |           |              |
| Bakayoko 39’ Ciccone 46’ | Marcatori | 22’ Casarini |

| Arbitro: | Cavaliere (Paola) |

|  |           |             |
|  | Marcatori | 88’ Ciccone |

#### Girone di ritorno
| Crema 22 gennaio 2019, ore 18:30 CET 20ª giornata | Pergolettese    | 0 – 0 referto | Como | Stadio Giuseppe Voltini (852 spett.)\| Arbitro: \| Fontani (Siena) \| |
| Arbitro:                                          | Fontani (Siena) |               |      |                                                                       |

| Pistoia 12 gennaio 2020, ore 17:30 CET 21ª giornata | Pistoiese        | 0 – 0 referto | Pergolettese | Stadio Marcello Melani (650 spett.)\| Arbitro: \| Zamagni (Cesena) \| |
| Arbitro:                                            | Zamagni (Cesena) |               |              |                                                                       |

| Arbitro: | Marotta (Sapri) |

|  |           |                                          |
|  | Marcatori | 39’ Ghioldi 50’ Parker 90+4’ Mastroianni |

| Arbitro: | Zucchetti (Foligno) |

|                                |           |  |
| Gori 31’ Cutolo 35’ Foglia 67’ | Marcatori |  |

| Arbitro: | Cosso (Reggio Calabria) |

|                                       |           |                                 |
| Bortoluz 4’ (rig.) Ciccone 54’ (rig.) | Marcatori | 15’ (rig.) Schiavi 26’ González |

| Arbitro: | Donda (Gradisca d'Isonzo) |

|                               |           |             |
| Carissoni 16’, 38’ D'Anna 23’ | Marcatori | 47’ Morello |

| Arbitro: | Galipò (Firenze) |

|                            |           |                     |
| Bortoluz 4’ Bakayoko 90+3’ | Marcatori | 72’ (rig.) Petrović |

| Arbitro: | Delrio (Reggio Emilia) |

|                |           |                      |
| Sorrentino 61’ | Marcatori | 50’ Duca 75’ Franchi |

| Crema 26 febbraio 2020 28ª giornata | Pergolettese | – (annullata) | Carrarese | Stadio Giuseppe Voltini |

| Siena 1º marzo 2020 29ª giornata | Siena | – (annullata) | Pergolettese | Stadio Artemio Franchi |

| Crema 8 marzo 2020 30ª giornata | Pergolettese | – (annullata) | Giana Erminio | Stadio Giuseppe Voltini |

| Crema 15 marzo 2020 31ª giornata | Pergolettese | – (annullata) | Juventus U23 | Stadio Giuseppe Voltini |

| Monza 22 marzo 2020 32ª giornata | Monza | – (annullata) | Pergolettese | Stadio Brianteo |

| Crema 25 marzo 2020 33ª giornata | Pergolettese | – (annullata) | Pianese | Stadio Giuseppe Voltini |

| Gorgonzola 29 marzo 2020 34ª giornata | AlbinoLeffe | – (annullata) | Pergolettese | Stadio comunale Città di Gorgonzola |

| Olbia 5 aprile 2020 35ª giornata | Olbia | – (annullata) | Pergolettese | Stadio Bruno Nespoli |

| Crema 11 aprile 2020 36ª giornata | Pergolettese | – (annullata) | Pontedera | Stadio Giuseppe Voltini |

| Alessandria 19 aprile 2020 37ª giornata | Alessandria | – (annullata) | Pergolettese | Stadio Giuseppe Moccagatta |

| Crema 26 aprile 2020 38ª giornata | Pergolettese | – (annullata) | Gozzano | Stadio Giuseppe Voltini |

#### Play-out
| Grosseto 27 giugno 2020, ore 17:30 CEST Andata | Pianese                    | 0 – 0 referto | Pergolettese | Stadio Carlo Zecchini (0 spett.)\| Arbitro: \| Di Cairano (Ariano Irpino) \| |
| Arbitro:                                       | Di Cairano (Ariano Irpino) |               |              |                                                                              |

| Arbitro: | Gariglio (Pinerolo) |

|                                |           |                                        |
| Russo 4’ Brero 67’ Ciccone 77’ | Marcatori | 10’, 17’ (rig.) Rinaldini 57’ Manicone |

### Coppa Italia Serie C

#### Fase a gironi
| Arbitro: | Emmanuele (Pisa) |

|                        |           |  |
| Beruatto 17’ Touré 21’ | Marcatori |  |

| Arbitro: | Galipò (Firenze) |

|  |           |                           |
|  | Marcatori | 73’ Scappini 90+1’ Marchi |

## Statistiche

### Statistiche di squadra
| Competizione         | Punti | In casa | In casa | In casa | In casa | In casa | In casa | In trasferta | In trasferta | In trasferta | In trasferta | In trasferta | In trasferta | Totale | Totale | Totale | Totale | Totale | Totale | D.R. |
| Competizione         | Punti | G       | V       | N       | P       | Gf      | Gs      | G            | V            | N            | P            | Gf           | Gs           | G      | V      | N      | P      | Gf     | Gs     | D.R. |
| -------------------- | ----- | ------- | ------- | ------- | ------- | ------- | ------- | ------------ | ------------ | ------------ | ------------ | ------------ | ------------ | ------ | ------ | ------ | ------ | ------ | ------ | ---- |
| Serie C              | 27    | 13      | 3       | 4       | 6       | 13      | 17      | 14           | 2            | 6            | 6            | 8            | 19           | 27     | 6      | 9      | 12     | 21     | 36     | -15  |
| Play-out             | -     | 2       | 0       | 1       | 0       | 3       | 3       | 1            | 0            | 1            | 0            | 0            | 0            | 2      | 0      | 2      | 0      | 3      | 3      | -    |
| Coppa Italia Serie C | -     | 1       | 0       | 0       | 1       | 0       | 2       | 1            | 0            | 0            | 1            | 0            | 2            | 2      | 0      | 0      | 2      | 0      | 4      | -4   |
| Totale               | -     | 16      | 3       | 5       | 7       | 16      | 22      | 16           | 2            | 7            | 7            | 8            | 21           | 31     | 6      | 11     | 14     | 24     | 43     | -    |

### Andamento in campionato
| Giornata  | 1  | 2  | 3  | 4  | 5  | 6  | 7  | 8  | 9  | 10 | 11 | 12 | 13 | 14 | 15 | 16 | 17 | 18 | 19 | 20 | 21 | 22 | 23 | 24 | 25 | 26 | 27 | 28 | 29 | 30 | 31 | 32 | 33 | 34 | 35 | 36 | 37 | 38 |
| --------- | -- | -- | -- | -- | -- | -- | -- | -- | -- | -- | -- | -- | -- | -- | -- | -- | -- | -- | -- | -- | -- | -- | -- | -- | -- | -- | -- | -- | -- | -- | -- | -- | -- | -- | -- | -- | -- | -- |
| Luogo     | T  | C  | T  | C  | T  | C  | T  | C  | T  | C  | T  | T  | C  | T  | C  | C  | T  | C  | T  | C  | T  | C  | T  | C  | T  | C  | T  | C  | T  | C  | C  | T  | C  | T  | T  | C  | T  | C  |
| Risultato | P  | P  | N  | N  | N  | P  | N  | P  | P  | P  | N  | P  | P  | P  | V  | V  | N  | V  | V  | N  | N  | P  | P  | N  | P  | V  | V  | –  | –  | –  | –  | –  | –  | –  | –  | –  | –  | –  |
| Posizione | 19 | 20 | 18 | 19 | 19 | 19 | 19 | 19 | 20 | 20 | 20 | 20 | 20 | 20 | 20 | 18 | 18 | 18 | 17 | 17 | 17 | 17 | 17 | 17 | 18 | 18 | 16 | –  | –  | –  | –  | –  | –  | –  | –  | –  | –  | –  |

Legenda:

Luogo: C = Casa; T = Trasferta. Risultato: V = Vittoria; N = Pareggio; P = Sconfitta.